# ساموئل یوهو
ساموئل یوهو (انگلیسی: Samuel Yohou؛ زادهٔ ۶ اوت ۱۹۹۱) بازیکن فوتبال اهل فرانسه است.
از باشگاه‌هایی که در آن بازی کرده‌است می‌توان به باشگاه فوتبال پاریس اشاره کرد.
وی همچنین در تیم ملی فوتبال Ivory Coast U20 بازی کرده‌است.